# Gonomyia (Prolipophleps) funesta
Gonomyia (Prolipophleps) funesta is een tweevleugelige uit de familie steltmuggen (Limoniidae). De soort komt voor in het Palearctisch gebied.